# İske-imlâ-Alphabet
Das İske-imlâ-Alphabet (tatar. (kyrillisch) Иске имла bzw. (İske imlâ) یسكی یملا; IPA: [is'kɘ imˈlæː]; türkisch eski yazu; deutsch „alte Schrift“) ist ein auf dem persischen Alphabet (und somit der arabischen Schrift) beruhendes Alphabet, das vor 1920 offiziell zur Schreibung der tatarischen Sprache diente.

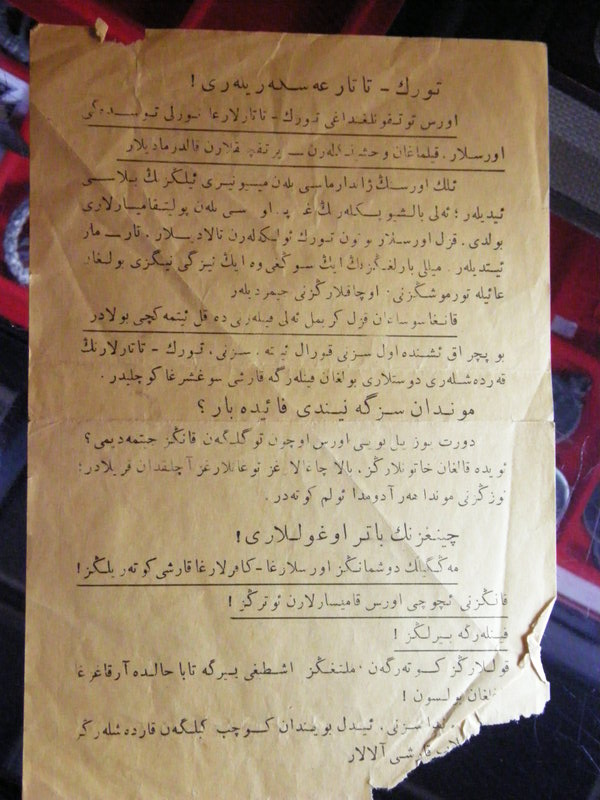
Finnisches Propagandaflugblatt aus dem Zweiten Weltkrieg in tatarischer Sprache, jedoch mit arabischer Schrift

## Geschichte
Das arabische Alphabet wurde mit der Islamisierung der Türken eingeführt. Zuvor wurden die alttürkischen Orchon-Runen, aber auch andere Alphabete, die semitischen Ursprungs waren oder von diesen abgeleitet wurden, z. B. Sogdische Schrift und die daraus entstandene Uigurische Schrift, verwendet. Die Tataren übernahmen das arabische Alphabet von den Wolga-Bulgaren, als sie in das Land um Wolga und Ural einwanderten. Tatarische, sowie altbulgarische Kultur vermischten sich stark, sodass Sprache und Schrift sich langsam anglichen. Diese Sprache nennt man Alttatarisch oder alte tatarische Literatursprache (tatar. Kyrillisch: искә татар әдәби теле; Latein: iske tatar ädäbi tele; Arabisch: یكی طاطار ادبی تلی; IPA: [isˈkʰɘ tɒˈtɒɾ ædæˈbiː tɘˈlɘ]).
1920 wurde İske imlâ durch Yaña imlâ („neue Schrift“) ersetzt, das ebenfalls auf der arabischen Schrift beruht, aber kein Abdschad, sondern ein Alphabet im engeren Sinne darstellt (also Vokale durch eigene Buchstaben und nicht mehr durch Zusatzzeichen darstellt). Yaña imlâ ist heute nicht mehr im Gebrauch.

## Heutiger Gebrauch
Offiziell ist İske imlâ nicht mehr im Gebrauch, und viele Tataren können es aufgrund vieler Schriftreformen zu Latein und Kyrillisch nicht mehr lesen. Dennoch sind besonders Kleriker und religiös orientierte Privatpersonen heute noch des Alphabets kundig und benutzen es im privaten Gebrauch und in Publikationen.

## Orthographie
Im Gegensatz zum osmanischen Alphabet hat İske imlâ eine sehr klare Struktur der Orthographie, welche es möglich macht, dass man leichter zwischen Vokalen wie a, o und u und ä, ö und ü unterscheiden kann, so zeigen Konsonanten wie ط,غ,ع, ظ, ض, ص und ق immer einen dunklen Konsonanten an (siehe Vokalharmonie), während ك,ت,ز und گ immer einen hellen Konsonanten anzeigen. Über die folgende Vokalharmonie kann man so weitere Vokale ausschließen. Steht z. B. in einem Wort ein ق, so kann man mit 90%iger Wahrscheinlichkeit ausschließen, dass man ein ä, e, i, ö oder ü in jenem Wort vorfinden wird.

### Schreibung der Vokale
Des Weiteren werden u und ü mit Wāw (و) geschrieben, während o und ö ungeschrieben bleiben, bzw. wenn mit Taschkīl, dann mit Damma (also am Wortanfang mit Hilfe von Alif (ا)). E wird im Wort mit Kasra geschrieben, nur am Wortende mit Yaa (ی). Ebenso wird ä in der Regel am Wortanfang mit Alif (ا) und der Wortmitte mit Fatha geschrieben und am Ende mit He (ـه), welches auch bei weiteren Suffixen behalten wird und das Suffix getrennt dahintergeschrieben wird. A wird hingegen am Wortanfang mit Alif Madda (آ) und in weiteren Silben immer mit Alif (ا) geschrieben. Es kann jedoch zu Ausnahmen kommen, sodass Alif im Satz ä darstellt und in einem solchen Falle wird es wie in imlâ mit einem Ââ transkribiert. Yaa (ی) wird immer benutzt, um ıy oder i darzustellen, wobei es auch bei i zu kleineren Ausnahmen kommen kann, in denen es mit Kasra geschrieben wird (aber nur in Fremdwörtern).
Die Schreibung der Vokale ist jedoch nicht zwingenden Regeln unterstellt, z. B. kann der Pluralsuffix -lar entweder لر oder لار geschrieben werden. Hierbei ähnelt die İske-imlâ-Schreibung sehr dem Tschagataischen, so obliegt es dem Schreiber selbst, ob er einen Vokal voll ausschreiben möchte oder ob er ihn durch Taschkīl darstellen möchte.

### Besonderheiten
Eine Besonderheit bei İske imlâ ist, dass wenn ein Yaa (ی) oder Wāw (و) am Wortanfang einen Vokal darstellen sollen, sie nicht mit einem vorangehenden Alif (ا) wie in allen anderen arabischen Abdschadorthographien geschrieben werden, sondern einfach ohne Alif. Steht ein Alif davor, so handelt es sich entweder um einen Diphthong oder um ein Fremdwort aus dem Arabischen oder Persischen, denn diese werden so geschrieben, wie in ihrer ursprünglichen Orthographie.
Eine andere große Besonderheit im Tatarischen ist, dass die Buchstaben ح und ع hart gesprochen werden nämlich [x] und [ʁ]. Jedoch wird das Tā' marbūta aus dem Arabischen wenn ä gesprochen mit He geschrieben (ـه), aber die meisten arabischen Wörter sind über das Persische ins Tatarische gelangt, sodass die meisten arabischen Worte mit Tā' marbūta Endung im Tatarischen auf -at oder -ät enden.

## Das Alphabet
|    | Name      | Initial | Medial | Final | Alleinstehend | modernes Latein | modernes Kyrillisch | IPA          |
| 1  | älif      | آ       | ﺎ      | ﺎ     | آ             | a               | а                   | [ʌ~ɒ~æ]      |
| 2  | älif      | ﺍ       | ﺍ      | ﺎ     | ﺍ             | ä               | ә                   | [ʌ~ɒ]        |
| 3  | bi        | ﺑ       | ﺒ      | ﺐ     | ﺏ             | b               | б                   | [b]          |
| 4  | pi        | ﭘ       | ﭙ      | ﭗ     | ﭖ             | p               | п                   | [pʰ]         |
| 5  | ti        | ﺗ       | ﺘ      | ﺖ     | ﺕ             | t               | т                   | [tʰ] *       |
| 6  | si        | ﺛ       | ﺜ      | ﺚ     | ﺙ             | s               | с                   | [s~θ] *      |
| 7  | cim       | ﺟ       | ﺠ      | ﺞ     | ﺝ             | c               | җ                   | [ʑ]          |
| 8  | çi        | ﭼ       | ﭽ      | ﭻ     | ﭺ             | ç               | ч                   | [ɕ]          |
| 9  | xi        | ﺣ       | ﺤ      | ﺢ     | ﺡ             | x               | х                   | [x]          |
| 10 | xı        | ﺧ       | ﺨ      | ﺦ     | ﺥ             | x               | х                   | [x]          |
| 11 | däl       | ﺩ       | ﺪ      | ﺪ     | ﺩ             | d               | д                   | [d] *        |
| 12 | zäl       | ﺫ       | ﺬ      | ﺬ     | ﺫ             | z               | з                   | [z~ð] *      |
| 13 | ra        | ﺭ       | ﺮ      | ﺮ     | ﺭ             | r               | р                   | [r]          |
| 14 | zi        | ﺯ       | ﺰ      | ﺰ     | ﺯ             | z               | з                   | [z] *        |
| 15 | jé        | ﮊ       | ﮋ      | ﮋ     | ﮊ             | j               | ж                   | [ʒ]          |
| 16 | sin, sen  | ﺳ       | ﺴ      | ﺲ     | ﺱ             | s               | с                   | [s] *        |
| 17 | şın       | ﺷ       | ﺸ      | ﺶ     | ﺵ             | ş               | ш                   | [ʃ]          |
| 18 | sad       | ﺻ       | ﺼ      | ﺺ     | ﺹ             | s               | с                   | [s] **       |
| 19 | dad, z’ad | ﺿ       | ﻀ      | ﺾ     | ﺽ             | d, z            | д, з                | [d~z] **     |
| 20 | tí        | ﻃ       | ﻄ      | ﻂ     | ﻁ             | t               | т                   | [tʰ] **      |
| 21 | zí        | ﻇ       | ﻈ      | ﻆ     | ﻅ             | z               | з                   | [z] **       |
| 22 | ğäyn      | ﻋ       | ﻌ      | ﻊ     | ﻉ             | ğ               | г(ъ)                | [ʁ] **       |
| 23 | ğayn      | ﻏ       | ﻐ      | ﻎ     | ﻍ             | ğ               | г(ъ)                | [ʁ] **       |
| 24 | fi        | ﻓ       | ﻔ      | ﻒ     | ﻑ             | f               | ф                   | [f]          |
| 25 | qaf       | ﻗ       | ﻘ      | ﻖ     | ﻕ             | q               | к(ъ)                | [q] **       |
| 26 | kaf       | ﻛ       | ﻜ      | ﻚ     | ﮎ             | k               | к                   | [kʰ]         |
| 27 | gaf       | ﮔ       | ﮕ      | ﮓ     | ﮒ             | g               | г                   | [ɡ] **       |
| 28 | eñ        | ﯕ       | ﯖ      | ﯔ     | ﯓ1            | ñ               | ң                   | [ŋ]          |
| 29 | läm       | ﻟ       | ﻠ      | ﻞ     | ﻝ             | l               | л                   | [l~ɫ]        |
| 30 | mim       | ﻣ       | ﻤ      | ﻢ     | ﻡ             | m               | м                   | [m]          |
| 31 | nün       | ﻧ       | ﻨ      | ﻦ     | ﻥ             | n               | н                   | [n]          |
| 32 | ha        | ﻫ       | ﻬ      | ﻪ     | ﻩ             | h               | һ                   | [h] [æ]      |
| 33 | waw       | ﻭ       | ﻮ      | ﻮ     | ﻭ             | w u ü           | в у ү               | [ʊ~ʉ] [w]    |
| 34 | vaw       | ﯞ       | ﯟ      | ﯟ     | ﯞ 2           | v               | в                   | [v]          |
| 35 | ya        | ﻳ       | ﻴ      | ﻰ     | ﻯ             | y, í, i, -e     | й, и, ый, -e        | [ɯɪ~i~ɘ] [j] |

- 1: eine alternative Schreibweise, dieses erst später entstandenen Buchstaben für den Wert [ŋ] ist نك.
- 2: eine alternative Schreibweise, dieses erst später entstandenen Buchstaben für den Wert [v] ist و.
- * vor ä, â, e, i, ö, ü
- ** vor a, ı, ıy, o, u

### Beispieltext
Folgender Text wird in İske imlâ, seinem Nachfolger Yaña imlâ und einer lateinischen Transkription dargestellt:
| İske imlâ | Yaña imlâ | Zamanälif | Deutsche Übersetzung |
| --- | --- | --- | --- |
| بارلق كشیلر دا آزاد هم حقوقلری یاغینانن تینک بولیپ طوالر. آلرغا عاقل هم وجدان بیرلگان هم بیر-بیرسینا قاراطا توغاننرچا مناسبتته بولرغا تییشلر. | بارلئق كئشئلەر دە ئازات هەم ئوز ئابرویلارئ هەم حۇقوقلارئ یاعئننان تیڭ بولئپ توالار. ئالارعا ئاقئل هەم وۇجدان بیرئلگەن هەم بئر-بئرسئنە قاراتا توعاننارچا مۇناسەبەتتە بولئرعا تیئشلەر. | Barlıq keşelär dä azat häm üz abruyları häm xoquqları yağınnan tiñ bulıp tualar. Alarğa aqıl häm wöcdan birelgän häm ber-bersenä qarata tuğannarça mönasäbättä bulırğa tieşlär. | Alle Menschen sind frei und gleich an Würde und Rechten geboren. Sie sind mit Vernunft und Gewissen begabt und sollen einander im Geist der Brüderlichkeit begegnen. |